# Панкипрская гимназия

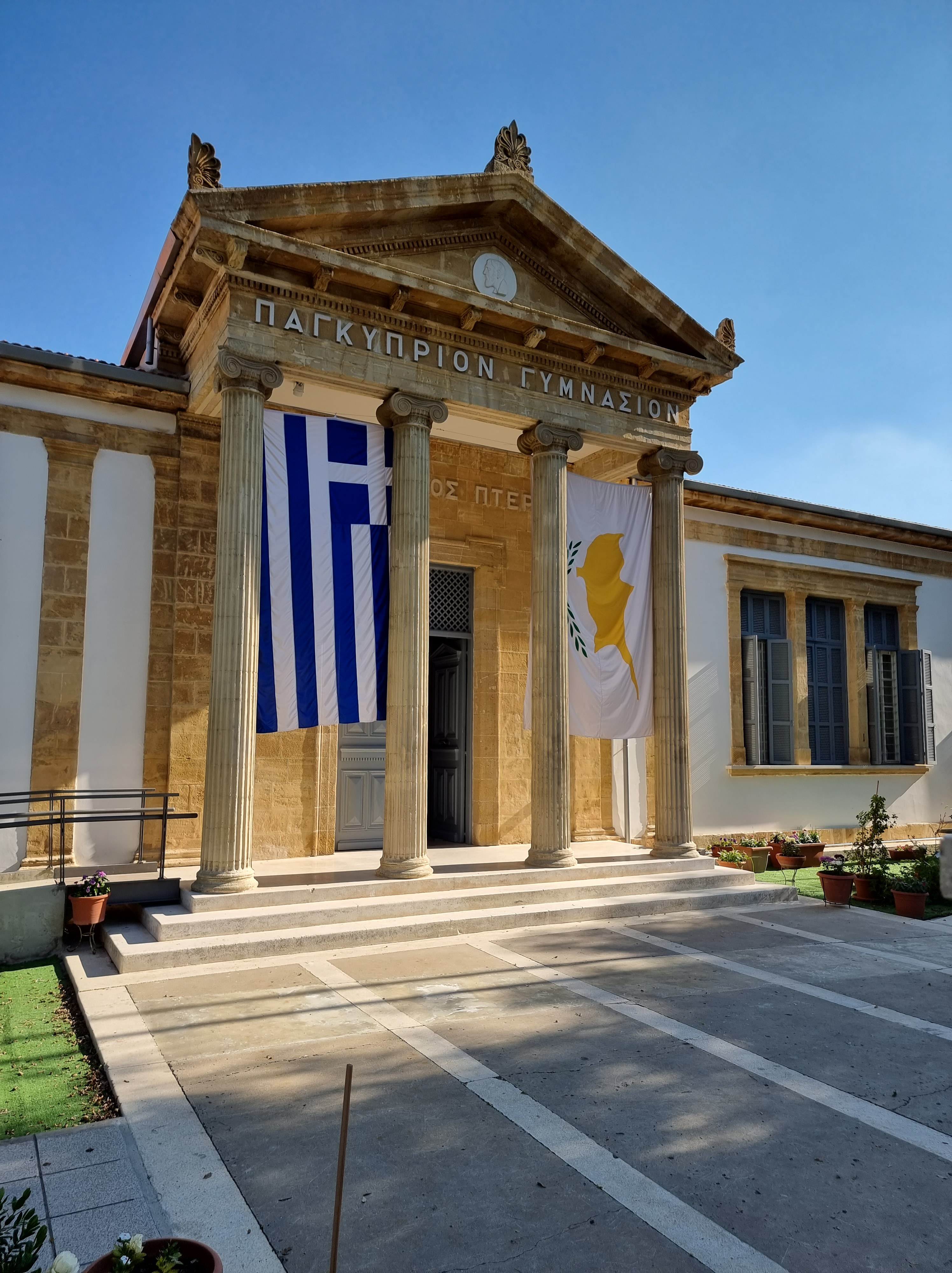

Панки́прская гимна́зия (Всекипрская гимназия, греч. Παγκύπριο Γυμνάσιο) — старейшее из ныне действующих среднее учебное заведение Кипра. Расположено в Никосии.

## История
Основано в 1812 году Архиепископом Кипрским Киприаном и первоначально именовалось Греческой школой (Ελληνική Σχολή).
В 1893 году Школа была реформирована и превращена в лицей, а в 1896 году получила своё настоящее название.
В 1920 году здание гимназии было уничтожено огнём. Было построено новое здание в неоклассическом стиле, в котором Панкипрская гимназия находится и поныне.
За вклад школы в просвещение Почта Кипра выпустила памятную марку в 1993 году.
В библиотеке Панкипрской гимназии хранятся десятки тысяч томов книг и редкие коллекции вещей, представляющих историческую и археологическую ценность, а также произведений искусства.